# Viktoria (Maria Mena)
Viktoria è il quinto album in studio della cantante norvegese Maria Mena, pubblicato il 23 settembre 2011.

## Tracce
Testi e musiche di Maria Mena e Martin Sjølie.
1. Viktoria – 3:10
2. Homeless – 3:15
3. The Art of Forgiveness – 2:56
4. Habits (feat. Mads Langer) – 3:44
5. My Heart Still Beats – 3:19
6. This Too Shall Pass – 3:22
7. Takes One To Know One – 3:55
8. Money – 2:46
9. It Took Me By Surprise – 3:00
10. Secrets – 2:59
11. Am I Supposed To Apologize? – 3:43